# Засточе (Підляське воєводство)
Засточе (пол. Zastocze) — село в Польщі, у гміні Крипно Монецького повіту Підляського воєводства.
Населення — 367 осіб (2011).
У 1975-1998 роках село належало до Білостоцького воєводства.

## Демографія
Демографічна структура станом на 31 березня 2011 року:
|          | Загалом | Допрацездатний вік | Працездатний вік | Постпрацездатний вік |
| -------- | ------- | ------------------ | ---------------- | -------------------- |
| Чоловіки | 180     | 38                 | 112              | 30                   |
| Жінки    | 187     | 43                 | 90               | 54                   |
| Разом    | 367     | 81                 | 202              | 84                   |